# Карно, Ипполит Лазар
Лаза́р-Ипполи́т Карно́ (фр. Lazare Hippolyte Carnot; 6 октября 1801, Сент-Омер — 16 марта 1888, Париж) — французский политический деятель. Второй сын Лазара Карно и отец будущего президента Сади Карно.

## Биография
После разгрома Наполеона и второй реставрации Бурбонов с 1815 до 1823 года находился в эмиграции вместе с отцом. Готовился в адвокаты, но не пожелал принести присягу на верность королю, которая требовалась при вступлении в адвокатское сословие. Примкнул к школе Сен-Симона (сенсимонистам) и стал активным участником одного из её органов, газеты «Le Producteur».
Принимал деятельное участие в Июльской революции 1830 года, потому что не разделял мнения Анфантена, ставшего единоличным главой сенсимонистов, о независимости социальной организации от формы правления; когда же Анфантен пожелал создать из сенсимонизма особый культ, Карно окончательно порвал с ним. В эти годы Карно участвовал в деятельности Общества для распространения начального образования, основанного его отцом, и сотрудничал в «Globe», «Organisateur» и «Revue Encyclopédique».
В 1839 года избран членом палаты депутатов от Парижа. В парламенте принадлежал к левым, хотя иногда и оказывал поддержку Тьеру. Во время Февральской революции 1848 года выступил в поддержку республики. Временное правительство 1848 года назначило Карно министром народного просвещения. Он сохранял эту должность только до 5 июля, но и в столь короткое время успел изготовить законопроект о бесплатности и обязательности начального обучения; ввёл обучение земледелию и физические упражнения в начальных школах; заботился об организации среднего женского образования и основал светский коллеж по подготовке учителей и национальную школу управления для подготовки к политической деятельности — «административную школу» (она просуществовала недолго; идея её впоследствии возродилась и получила осуществление в частном предприятии — École libre des sciences politiques).
Забаллотированный на общих выборах 1849 года, он в 1850 году стал членом законодательного собрания. После декабрьского переворота Луи Наполеона Карно участвовал в попытках организовать вооружённое сопротивление и одним из семи подписался под последним протестом народного представительства. Несмотря на это, Карно не попал в списки изгнанных. В 1852 году Карно был избран членом законодательного корпуса, но отказался заседать в нём, не желая приносить присягу. По той же причине он отказался заседать и после нового избрания в 1857 году. Будучи избран в третий раз, в 1863 году, Карно вступил в законодательный корпус и был одним из 35 членов оппозиции.
После падения Второй империи временное правительство назначило Карно мэром VIII округа Парижа, а в 1871 году он был избран членом Национального собрания. При введении в действие конституции 1875 года. Карно был избран несменяемым сенатором. Несмотря на свой преклонный возраст, Карно принимал деятельное участие в работе Сената, председательствуя в нём при открытии сессий, в качестве старейшины — в последний раз в 1888 году, через несколько дней после избрания его сына, Карно, Мари Франсуа Сади, президентом республики.
В 1887 г. был избран в Академию моральных и политических наук. Незадолго до своей смерти Карно основал общество для изучения истории французской революции.

## Важнейшие сочинения Карно
- «Exposé de la doctrine saint-simonieinne», (1838);
- «Devoirs civiques des militaires» (1838);
- «Les prisons et le système pénitentiaire» (1840);
- «L’esclavage colonial» (1845);
- «Le ministère de l’instruction publique et des cultes depuis le 24 fév. jusqu’au 5 juil. 1848» (1849);
- «Mémoires sur Carnot, par son fils» (1861-64);
- «La révolution française, résumé historique» (1867);
- «Lazare Hoche» (1874).
- История Французской революции. / Под ред. и с предисл. Р. И. Сементковского. — Санкт-Петербург : Ф. Павленков, 1893. — XII, XII, 349 с.